# Barsewisch
Barsewisch ist der Name eines alten Adelsgeschlechts mit gleichnamigem, jetzt verschwundenen Stammhaus bei Osterburg. Zweige der Familie bestehen gegenwärtig.
Eine Verwandtschaft zu den niedersächsisch-westfälischen Bardewisch besteht nicht.

## Geschichte
Das Geschlecht erscheint erstmals urkundlich 1244 mit Gottschalk von Barsewisch. Das Stammhaus der Familie war Barsewisch bei Osterburg. Die Barsewisch sind als Bürger in der Stadt Seehausen ab 1312 nachweisbar, hatten aber auch Landbesitz in der Umgebung erworben. Sie waren Lehnbürger, bürgerliche Vasallen, die rechtlich dem ritterbürtigen Landadel gleichgestellt waren. Die Barsewisch (so offiziell bezeichnet von Behörden wie z. B. Lehnskanzlei und Kammergericht; Bars, Barß bzw. Borß hingegen von örtlichen Amtsträgern wie Amtmann, Landreiter, Steuerkommissar) besaßen nicht viele, aber hauptsächlich Lehen in der Wische. Ihre ununterbrochene Stammreihe beginnt mit Veit von Barsewisch, geboren um 1460, auf Scharpenlohe, Falkenberg und Vielbaum. Um 1500 wurden zuletzt städtische Ämter wie das eines Bürgermeisters bekleidet. Im Gegensatz zu den meisten Lehnbürgern, die ihren Wohnsitz dauerhaft in der Stadt behielten, wurden die Barsewisch durch ihre Landsässigkeit steuerlich unter dem Landadel vereinnahmt, doch noch nicht unter der landtagsfähigen Ritterschaft. Sie wurden durch Konnubium mit adeligen gutsherrlichen Nachbarn und nunmehr Standesgenossen mehr und mehr integriert, so dass sie ohne besondere Nobilitierung bereits im 16. Jahrhundert als landadelig galten und im 17. Jahrhundert sich dann allmählich das zum Adelsprädikat gewordene „von“ vor dem Familiennamen verstetigte.

## Wappen
Das Wappen zeigt in Silber einen querliegenden natürlichen (auch grünen oder roten) Bars, begleitet von drei (2:1) einander zugekehrten grünen Seeblättern. Auf dem Helm mit grün–silbernen Decken der Bars vor fünf natürlichen Pfauenfedern.
Galerie unterschiedlicher Wappenbilder in Siebmachers Wappenbüchern:

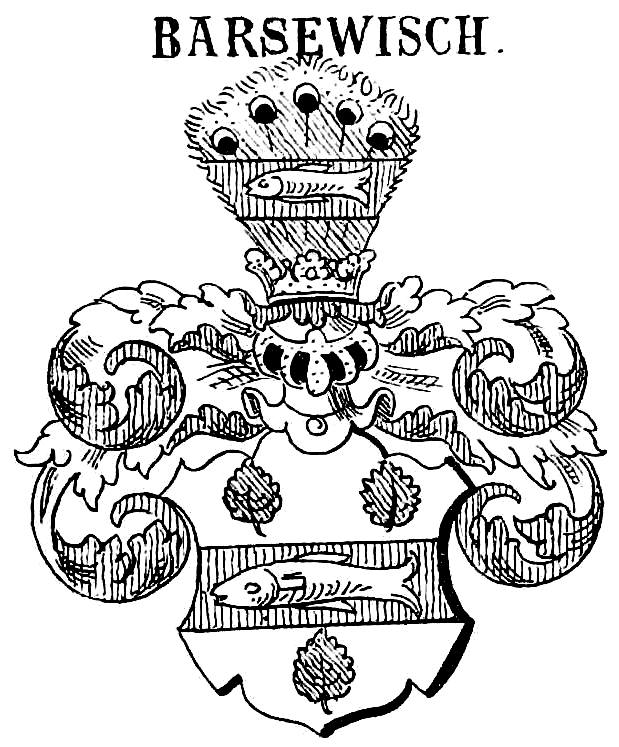
1894 Pommern
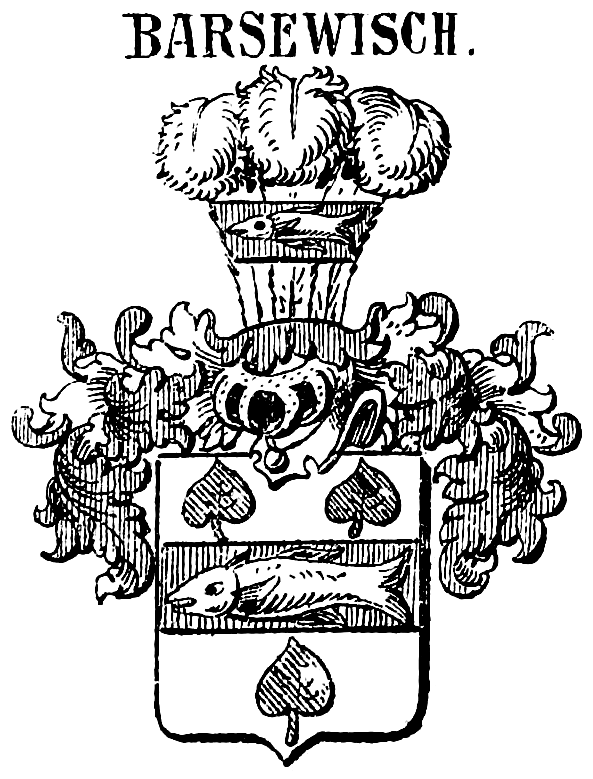
1906 Preußen
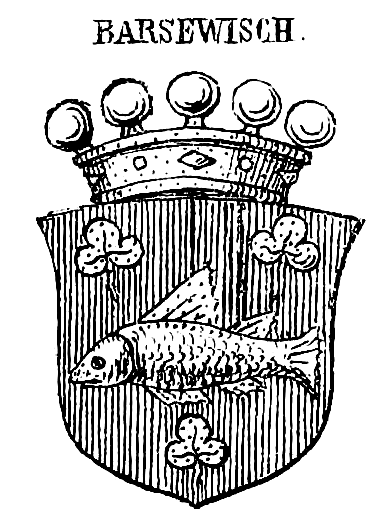
1878 Preußen
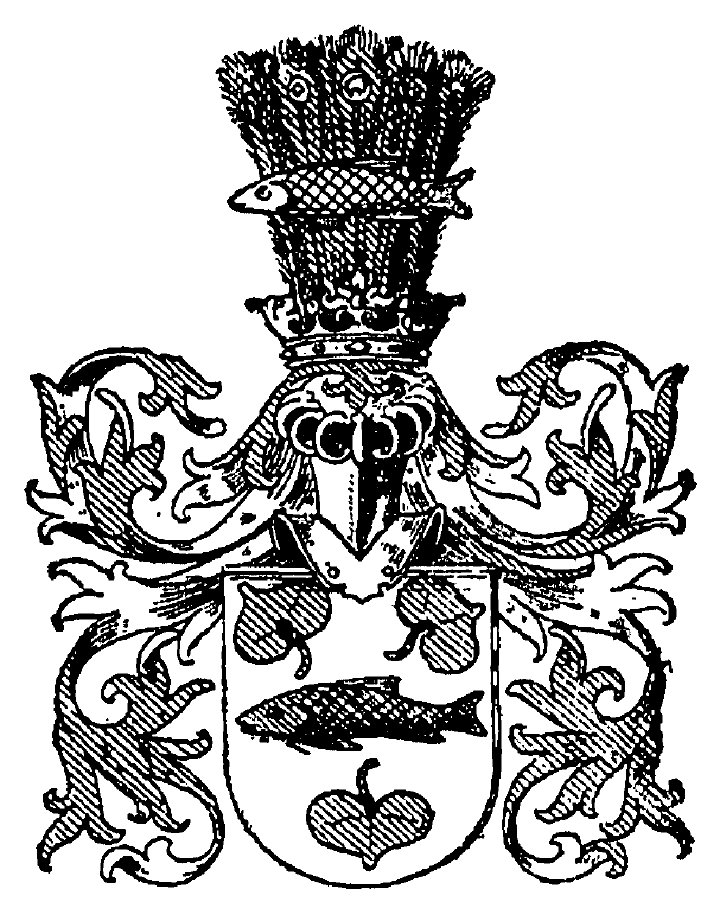
1896 Preußen
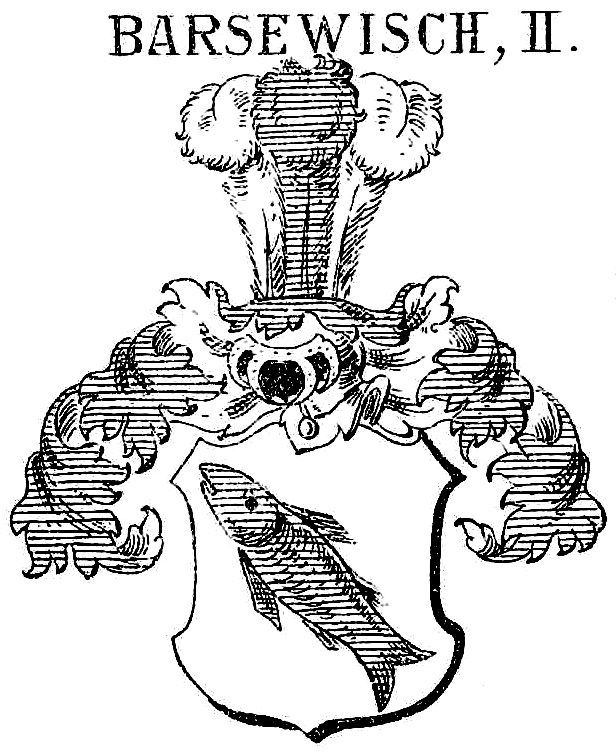
1900 Brandenburg
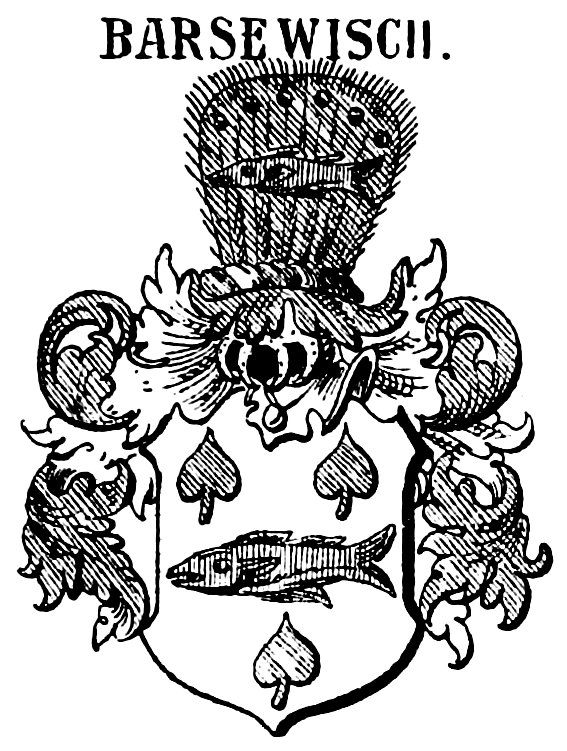
1906 Preußen

## Bekannte Familienmitglieder
- Bernhard von Barsewisch (* 1935), Mediziner
- Friedrich Rudolph von Barsewisch (1737–1801), Generalquartiermeister–Leutnant, Herr auf Vielbaum, Autor[6]
- Karl Henning von Barsewisch (1895–1981), Generalmajor der deutschen Luftwaffe
- Theophil von Barsewisch (1854–1938), preußischer Generalmajor